# Race to freedom: Um Bok Dong
Race to freedom: Um Bok Dong es una película surcoreana de 2019 dirigida y escrita por Kim Yoo-sung y protagonizada por Rain en el papel del legendario ciclista Uhm Bok-dong, activo durante el periodo histórico conocido como la ocupación japonesa de Corea. Kang So-ra, Lee Beom-soo, Min Hyo-rin y Shin Cheol-jin interpretaron papeles de reparto.
El rodaje dio inicio el 18 de abril de 2017 y finalizó el 29 de septiembre del mismo año. La película finalmente fue estrenada en las salas de cine surcoreanas el 27 de febrero de 2019. Race to freedom: Um Bok Dong fue un fracaso de taquilla y obtuvo una pobre recepción de la crítica especializada, que ha hecho énfasis en la vacuidad del guion y en la falta de exactitud histórica.

## Sinopsis
Durante la ocupación japonesa de Corea eran organizadas frecuentemente carreras de ciclismo en las que los japoneses demostraban su dominio y aprovechaban para debilitar la conciencia nacional del pueblo coreano. Sin embargo, la figura de Uh Bok-Dong aparece de la nada y sorprende tanto al pueblo coreano como al japonés con sus habilidades sobre la bicicleta. En su primera gran prueba derrota al ciclista japonés que llevaba una prolongada racha de doce victorias consecutivas, y finalmente lleva el objetivo del imperio japonés al fracaso. Los coreanos empiezan a elogiar a Uh Bok-Dong como un "héroe nacional", ya que se vuelve invencible en todas las competencias ciclísticas posteriores. Sin embargo, para desmoralizar una vez más al pueblo coreano, el gobierno japonés decide celebrar una última carrera, pero lo hace con una estrategia muy poco ética, que Uh Bok-Dong deberá descifrar para inmortalizar su leyenda.

## Reparto
- Rain es Uhm Bok-dong
- Kang So-ra es Kim Hyung-shin
- Lee Beom-soo es Hwang Jae-ho
- Min Hyo-rin es Kyeong-ja
- Lee Won-jong es Choi Jae-pil
- Shin Cheol-jin
- Park Jin-joo
- Choi Dae-chul es Byung-chul.
- Ko Chang-seok
- Lee Geung-young
- Lee Si-eon
- Hwang Hee
- Song Jae-ho

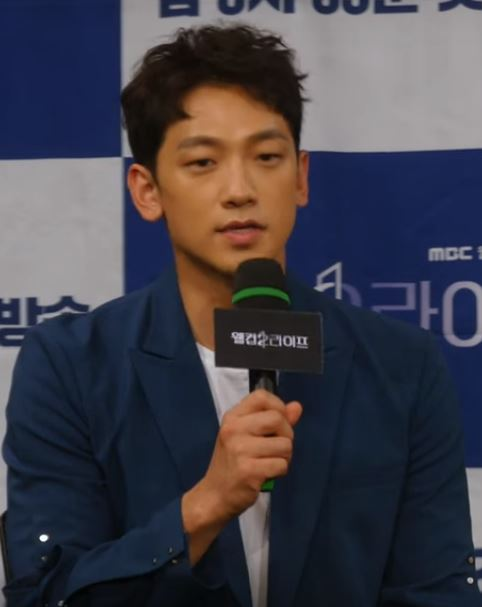
El cantante y actor Rain interpretó el papel de la leyenda del ciclismo surcoreano Uhm Bok-dong

- Cha Soon-bae es el dueño de la posada Samhwa.
- Oh Min-ae es Sang-goong.

## Recepción
Race to freedom: Um Bok Dong fue un fracaso de taquilla y tuvo una pobre recepción de parte de la crítica especializada. En el portal Eontalk obtuvo una calificación de 5.2 sobre 10, en la que la elección del reparto fue el ítem más sobresaliente del filme. En su conclusión se afirma: "Esta película no intriga ni entretiene; la historia no es genial ni la actuación es nada especial -algo de extrañarse por los increíbles miembros del reparto-, y los efectos especiales tampoco son buenos. En última instancia, la película tiene buenas intenciones de tratar de incorporar la comedia, el drama y la historia juntos, pero no funciona".
William Schwartz de Han Cinema le dio una reseña negativa al filme, afirmando: "Desafortunadamente los momentos de humor son pocos y distantes, ya que el escritor/director Kim Yoo-seong siempre está buscando el siguiente escenario donde los luchadores por la libertad hacen la guerra contra los japoneses". Sobre el guion, Schwartz declaró: "La inherente ridiculez de la historia de usar las carreras de bicicletas para ganar la libertad contra la opresión japonesa tampoco le hace ningún favor a la película... Um Bok Dong era una persona real, como muestran las fotos históricas de los créditos, y apuesto a que tenía una historia de vida muy interesante. Entonces, ¿por qué el escritor/director Kim Yoo-seong sintió la necesidad de añadir esta subtrama de luchador por la libertad, obviamente inventada y completamente irrelevante?".
Ante las críticas negativas recibidas, el protagonista Rain realizó declaraciones públicas en las que defendía el filme y su participación en él, afirmando que hizo lo mejor que pudo interpretando el papel de Um Bok-dong y que esperaba que aquellos que vieran la película reconocieran su sinceridad.